# Ungarns regenter

## Ungarske fyrster
- ?       -895 Álmos
- ca. 895-907 Árpád
- 907-947 ??
- ca. 947-950 Fajsz/Falicsi
- ca. 955-972 Taksony
- ca. 972-997 Géza
- 997-1000 Vajk (senere konge som Stefan 1.)

## Konger af Ungarn

### Slægten Arpad
- 1000 -1038 Stefan 1. af Ungarn
- 1038-1041 Peter 1. af Ungarn (første gang)
- 1041-1044 Samuel Aba af Ungarn
- 1044-1046 Peter 1. af Ungarn (anden gang)
- 1046-1060 Andreas 1. af Ungarn
- 1060-1063 Bela 1. af Ungarn
- 1063-1074 Salomon 1. af Ungarn
- 1074-1077 Géza 1. af Ungarn
- 1077-1095 Ladislaus 1. af Ungarn
- 1095-1116 Koloman af Ungarn
- 1116-1131 Stefan 2. af Ungarn
- 1131-1141 Bela 2. af Ungarn
- 1141-1162 Géza 2. af Ungarn
- 1162-1063 Ladislaus 2. af Ungarn
- 1163-1173 Stefan 3. af Ungarn
- 1170-1196 Bela 3. af Ungarn
- 1196-1204 Emmerich 1. af Ungarn
- 1204-1205 Ladislaus 3. af Ungarn
- 1205-1235 Andreas 2. af Ungarn
- 1235-1270 Béla 4. af Ungarn
- 1270-1272 Stefan 5. af Ungarn
- 1272-1290 Ladislaus 4. af Ungarn
- 1290-1301 Andreas 3. af Ungarn

### Under interregnum
Interregnum 1301-07 i Ungarn, der fandtes dog konger, men uden reel magt. Sådane var:
- 1301-1305 Vencel 1. (Ladislaus) af Ungarn fra den tjekkiske slægt Přemysl.
- 1305-1307 Otto af Ungarn af Slægten Wittelsbach

### Slægten Anjou
- 1308-1342 Karl 1. Robert af Ungarn
- 1342-1382 Ludvig 1. af Ungarn, (Ludvig den store)
- 1382-1385 Maria 1. af Ungarn (1. gang)
- 1385-1386 Karl 2. af Ungarn
- 1386-1395 Maria 1. af Ungarn (2. gang)

### Huset Luxemburg
| Portræt | Navn                               | Tiltrådte      | Fratrådte        | Gift med                            | Relation til forgænger(e) |
| ------- | ---------------------------------- | -------------- | ---------------- | ----------------------------------- | ------------------------- |
|         | Sigismund (med Maria 1. 1387–1395) | 31. marts 1387 | 9. december 1437 | Maria 1. af Ungarn Barbara af Cilli | • gift med Maria 1.       |

### Huset Habsburg
| Portræt | Navn   | Tiltrådte         | Fratrådte        | Gift med               | Relation til forgænger(e) |
| ------- | ------ | ----------------- | ---------------- | ---------------------- | ------------------------- |
|         | Albert | 18. december 1437 | 27. oktober 1439 | Elisabeth af Luxemburg | • Svigersøn til Sigismund |

### Huset Jagiello
| Portræt | Navn         | Tiltrådte     | Fratrådte         | Gift med | Relation til forgænger(e)         |
| ------- | ------------ | ------------- | ----------------- | -------- | --------------------------------- |
|         | Vladislav 1. | 17. juli 1440 | 10. november 1444 | ugift    | • Tip-tip-tip-oldebarn af Béla 4. |

### Huset Habsburg
| Portræt | Navn         | Tiltrådte   | Fratrådte         | Gift med | Relation til forgænger(e) |
| ------- | ------------ | ----------- | ----------------- | -------- | ------------------------- |
|         | Ladislaus 5. | 7. maj 1445 | 23. november 1457 | ugift    | • Søn af Albert           |

### Slægten Hunyadi
| Portræt | Navn              | Tiltrådte       | Fratrådte     | Gift med                                                   | Relation til forgænger(e) |
| ------- | ----------------- | --------------- | ------------- | ---------------------------------------------------------- | ------------------------- |
|         | Matthias Corvinus | 24. januar 1458 | 6. april 1490 | Elisabeth af Cilli Katarina Podiebrad Beatrix af Aragonien | • Ingen                   |

### Huset Jagiello
| Portræt | Navn         | Tiltrådte      | Fratrådte       | Gift med                                                      | Relation til forgænger(e) |
| ------- | ------------ | -------------- | --------------- | ------------------------------------------------------------- | ------------------------- |
|         | Vladislav 2. | 15. juli 1490  | 13. marts 1516  | Barbara af Brandenburg Beatrix af Neapel Anne af Foix-Candale | • Barnebarn af Albert     |
|         | Ludvig 2.    | 13. marts 1516 | 29. august 1526 | Maria af Østrig                                               | • Søn af Vladislav 2.     |

### Slægten Zápolya
| Portræt        | Navn                                              | Tiltrådte          | Fratrådte     | Gift med           | Relation til forgænger(e) |
| -------------- | ------------------------------------------------- | ------------------ | ------------- | ------------------ | ------------------------- |
|                | Johan 1. (I strid med Ferdinand 1.)               | 11. november 1526  | 22. juli 1540 | Isabella Jagiellon | • Nedstammer fra Béla 4.  |
|                | Johan 2. (I strid med Ferdinand 1. og Maximilian) | 13. september 1540 | 19. juli 1551 | Ugift              | • Søn af Johan I          |
| 12. marts 1556 | Johan 2. (I strid med Ferdinand 1. og Maximilian) | 16. august 1570    |               | Ugift              | • Søn af Johan I          |

### Huset Habsburg
De habsburgske regenter var også (og først og fremmest) tysk-romerske, respektive østrigske kejsere.
| Portræt | Navn                                                            | Tiltrådte         | Fratrådte         | Gift med                                                                                                 | Relation til forgænger(e)                                     |
| ------- | --------------------------------------------------------------- | ----------------- | ----------------- | --- | ------------------------------------------------------------- |
|         | Ferdinand 1. (I strid med Johan 1. og Johan 2.)                 | 17. december 1526 | 25. juli 1564     | Anna af Bøhmen                                                                                           | • Svoger til Ludvig 2.                                        |
|         | Maximilian (I strid med Johan 2. indtil 1570)                   | 26. juli 1564     | 12. oktober 1576  | Maria af Spanien                                                                                         | • Søn af Ferdinand 1.                                         |
|         | Rudolf                                                          | 12. oktober 1576  | 26. juni 1608     | ugift | • Søn af Maximilian 1.                                        |
|         | Matthias 2.                                                     | 26. juni 1608     | 20. marts 1619    | Anna af Tyrol                                                                                            | • Søn af Maximilian 1. • Yngre bror til Rudolf 1.             |
|         | Ferdinand 2. (Udfordret af Gabriel Bethlen mellem 1620 og 1621) | 20. marts 1619    | 15. februar 1637  | (1) Maria Anna af Bayern (2) Eleonora Gonzaga                                                            | • Sønnesøn af Ferdinand 1. • Fætter til Rudolf og Matthias 2. |
|         | Ferdinand 3.                                                    | 15. februar 1637  | 2. april 1657     | (1) Maria Anna af Spanien (2) Maria Leopoldine af Østrig (3) Eleonora Gonzaga                            | • Søn af Ferdinand 2.                                         |
|         | Leopold 1.                                                      | 2. april 1657     | 5. maj 1705       | (1) Margareta Theresa af Spanien (2) Claudia Felicitas af Østrig (3) Eleonore Magdalene af Pfalz-Neuburg | • Søn af Ferdinand 3.                                         |
|         | Josef 1.                                                        | 5. maj 1705       | 17. april 1711    | Vilhelmine Amalie af Braunschweig-Lüneburg                                                               | • Søn af Leopold 1.                                           |
|         | Karl 3.                                                         | 17. april 1711    | 20. oktober 1740  | Elisabeth Christine af Braunschweig-Wolfenbüttel                                                         | • Søn af Leopold 1. • Yngre bror til Josef 1.                 |
|         | Maria Theresia                                                  | 20. oktober 1740  | 29. november 1780 | Frans 1. Stefan, Tysk-romersk kejser                                                                     | • Datter af Karl 3.                                           |

### Huset Habsburg-Lothringen
| Portræt | Navn            | Tiltrådte         | Fratrådte         | Gift med | Relation til forgænger(e)                          |
| ------- | --------------- | ----------------- | ----------------- | --- | -------------------------------------------------- |
|         | Joseph 2.       | 29. november 1780 | 20. februar 1790  | (1) Isabella af Parma (2) Maria Josepha af Bayern                                                                                      | • Søn af Maria Theresia                            |
|         | Leopold 2.      | 20. februar 1790  | 1. marts 1792     | Maria Ludovika af Spanien | • Søn af Maria Theresia • Yngre bror til Joseph 2. |
|         | Frans 1.        | 1. marts 1792     | 2. marts 1835     | (1) Elisabeth af Württemberg (2) Maria Theresia af Napoli og Sicilien (3) Maria Ludovika af Østrig-Este (4) Caroline Auguste af Bayern | • Søn af Leopold 2.                                |
|         | Ferdinand 5.    | 2. marts 1835     | 2. december 1848  | Maria Anna af Savoyen | • Søn af Frans 1.                                  |
|         | Franz Joseph 1. | 2. december 1848  | 21. november 1916 | Elisabeth af Bayern | • Nevø til Ferdinand 5.                            |
|         | Karl 4.         | 21. november 1916 | 16. november 1918 | Zita af Bourbon-Parma | • Grandnevø til Franz Joseph 1.                    |

## (Overhoveder for huset Habsburg-Lothringen siden 1918)
| Portræt | Navn    | Tiltrådte         | Fratrådte     | Gift med                     | Relation til forgænger(e)      |
| ------- | ------- | ----------------- | ------------- | ---------------------------- | ------------------------------ |
|         | Karl 4. | 16. november 1918 | 1. april 1922 | Zita af Bourbon-Parma        | • Grandnevø af Franz Joseph 1. |
|         | Otto    | 1. april 1922     | 4. juli 2011  | Regina af Sachsen-Meiningen  | • Søn af Karl 4.               |
|         | Karl    | 4. juli 2011      |               | Francesca Thyssen-Bornemisza | • Søn af Otto                  |

## Ungarske guvernører
- 1446-1453 Johann Hunyadi
- 1458         Mihail Szilágyi
- 1849         Lajos Kossuth
- 1920-1944 Miklós Horthy